# Luis Guevara Mora
Luis Ricardo Guevara Mora (San Salvador, 2 settembre 1961) è un ex calciatore salvadoregno, di ruolo portiere.
Detiene il record di presenze con la Nazionale salvadoregna: 91